# 奥武島 (沖縄県座間味村)
奥武島（おうじま）は、慶良間諸島にある無人島群である。沖縄県島尻郡座間味村に属する。

## 概要
慶良間空港のある外地島（ふかじじま）から約2km南西にある小島群の総称である。最も大きなうぶ岩のほか、くば岩、なか岩、ゆぶ岩などがあり、釣りやダイビング、ホエールウォッチングスポットとなっている。